# 아람 다마스쿠스
아람 다마스쿠스(Aram-Damascus)는 고대 시리아 지역의 다마스쿠스를 중심으로 존재하던 아람계 왕국이다. 이스라엘 왕국과는 자주 다투었으며 기원전 732년에 아시리아 제국에 의해 멸망하였다.

## 역대 왕
1. 르손
2. 헤시온 또는 디브림몬
3. 벤 하닷 1세
4. 벤 하닷 2세
5. 하자엘
6. 벤 하닷 3세
7. 르신

## 같이 보기
- 아람 (국가)